# Two Lakes
Two Lakes (englisch für „zwei Seen“) bezeichnet einen See im Lake Clark National Preserve im Südwesten von Alaska (USA). Der See ist durch eine schmale Landzunge in zwei Seebecken geteilt. Davon leitet sich der Name des Sees ab. 

## Geografie
Der 345 m hoch gelegene See glazialen Ursprungs liegt an der Westflanke der westlichen Alaskakette unweit deren südlichstem Punkt. Der 13 km² große See ist 8 km lang und bis zu 2 km breit. Er liegt etwa 20 km nördlich des Telaquana Lake. Der See wird vom Necons River, einem linken Nebenfluss des Stony River, in südwestlicher Richtung durchflossen. Ein weiterer Zufluss ist der Tlikakila River. Im Einzugsgebiet des Sees befinden sich mehrere Gletscher. Deren Schmelzwasser verleiht dem See eine Türkisfärbung. 